# Жан Бодрияр
Жан Бодрияр (на френски: Jean Baudrillard, IPA: [ʒɑ̃ bo.dʁi.jaʁ]) е френски културен теоретик, социолог, философ, политически коментатор и фотограф. Неговата работа често се асоциира с постмодернизма и постструктурализма.

## Биография
Роден е на 27 юли 1929 г. в Реймс, Франция. Забелязан в прогимназиалните класове, Бодрияр получава стипендия, с която учи в парижки лицей и се подготвя за École normale supérieure. Юношеското му бунтарство стига до отказ от образование и кариера и за кратко се захваща с тежък ръчен труд.
По-късно завършва германистика, работи като преподавател и преводач и се изявява като критик. Интересите му се ориентират към социология и политика, но и към структуралистики теоретизирания, което го прави слушател на Ролан Барт. Подготвя докторат и издава първата си книга „Системата на предметите“, когато е вече 39-годишен. Като асистент и лектор води курсове в университета Нантер, но тъй като отказва да защити докторската си теза, не придобива професорска титла.
Редовно бива канен на семинарите на Умберто Еко в Урбино. Посещава Америка за първи път през 1970 г. и в по-нататъшната си кариера многократно се връща. Политизираната семиология и сблъсъкът с американската действителност задават основата на неговите анализи, които добиват значителна популярност като част от постмодернизма. Oтношението на Бодрияр към събитията 9/11 и обратите настъпили впоследствие стават причина за отдръпване и осъдително отношение в консервативни и по-широки среди.
Умира на 6 март 2007 г. в Париж на 77-годишна възраст. Погребан е в парижкото гробище Монпарнас.